# Nisha Kurban-Baboe
Nisha Kurban-Baboe is een Surinaams diplomaat en politicus. Van 2013 tot 2017 was ze ambassadeur in Guyana. Van 2019 tot 2020 was ze districtscommissaris van Nickerie.

## Biografie
Nisha Kurban komt uit Nieuw-Nickerie en studeerde sociologie. Ze was docente in verschillende vakken en plaatsvervangend hoofd op scholen in Nickerie. Ze was jarenlang een actief lid van de NDP en in aanloop naar de verkiezingen van 2010 in beeld voor plaats 4 op de kandidatenlijst van haar partij in Nickerie.
Ze volgde een opleidingstraject op het gebied van internationale betrekkingen en werd vanaf februari 2012 ingewerkt op de ambassade van Suriname in Brazilië. Vervolgens werkte ze voor het ministerie van Buitenlandse Zaken. Nadat topposities enkele keren aan haar voorbij waren gegaan, viel de keuze van president Bouterse in februari 2013 op haar voor de post van ambassadeur in Guyana, waarmee ze Manorma Soeknandan opvolgde. Ze diende ruim vier jaar in Georgetown, tot augustus 2017. In haar periode bliezen de twee landen de Guyana-Suriname Cooperation Council nieuw leven in, die dient ter bevordering van de samenwerking tussen beide landen.
Op 11 januari 2019 werd ze beëdigd tot districtscommissaris van Nickerie, als opvolger van Wedprekash Joeloemsingh. Tijdens haar ambtstermijn werd de bouw van het nieuwe districtskantoor van Nickerie volbracht. In augustus 2020 droeg zij de bestuurshamer over aan Senrita Gobardhan.